# 藤村舞
藤村 舞（ふじむら まい、1989年4月7日 -）は、神奈川県出身のファッションモデル。特技はボウリング（ベストスコア207）。

## 出演

### テレビ
- ストライク・ガール〜ボウリング新時代〜（2012年・BS-TBS）

### 広告
- トリンプ「シェイプセンセーション」（CM）
- ABCマート（CM）

### 雑誌
- 「HAIR MODE」（女性モード社）

### ショー
- 日本ヘアデザイン協会「大連ファッションフェスタコレクション」[1]